# 小行星91213
小行星91213（91213 Botchan）是一颗绕太阳运转的小行星，为主小行星带小行星。该小行星于1998年12月19日发现。
該小行星以夏目漱石的長篇小說《少爺》命名。

## 轨道参数
小行星91213的轨道半长轴为325 580 060 km，2.1763373 UA，离心率为0.171。